# Эйснер, Ян
Ян Эйснер (чеш. Jan Eisner; 24 апреля 1885, Горни Брадло, Австро-Венгрия (ныне район Хрудим, Пардубицкий край Чешской Республики) — 2 мая 1967, Прага, ЧССР) — чешский и чехословацкий историк и археолог. Академик АН ЧССР (1946). Профессор Карлова университета в Праге (1939‒1957). Почётный доктор наук. Основатель профессиональной археологии в Словакии.

## Биография
В 1903—1908 годах обучался на философском факультете Карлова университета. В 1910 году стал доктором философии.
До начала Первой мировой войны учительствовал в Праге и Пардубице. Служил в чехословацкой армии. Позже работал в словацких гимназиях в Мартине и Братиславе, был председателем археолого-исторического отдела Словацкого музей и Государственного археологического института Словакии.
Будучи сотрудником, доцентом, профессором (1934) Университета им. Я. Коменского в Братиславе воспитал первое поколение словацких археологов после его создания. Был деканом факультета искусств Университета им. Я. Коменского (1938—1939). Заложил основы концепции доисторических исследований в Словакии.
В 1939 году вернуться в Богемию. После второй мировой войны в 1945 году был назначен профессором общей доисторической археологии философского факультета Карлова университета в Праге. Позже до 1957 года работал в Великобритании.
С 1946 года был членом Академии наук Чехословакии, руководителем исторического отдела Славянского института в Праге.

## Научная деятельность

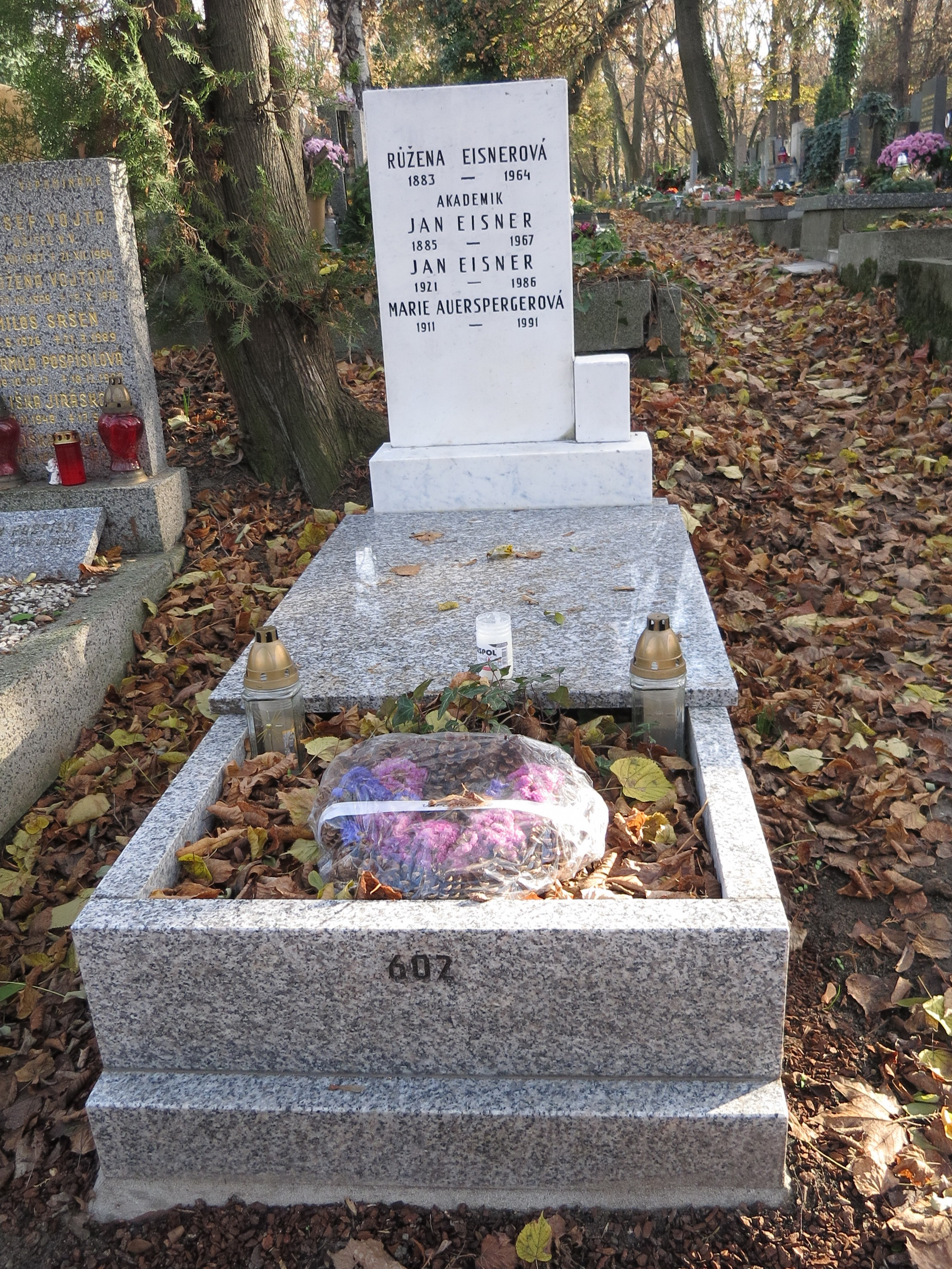
Могила, Прага — Кладбише Олшаны

Основные исследования профессора Яна Эйснера посвящены первобытной и древней истории Словакии, а также славянской археологии, в том числе проблеме этногенеза славян.
Редактор сборников «Возникновение и начала славян».

### Избранные труды
- Slovensko v pravěku. Bratislava 1933. 1, 2, Ilustrace.
- Nitra : Dejiny a umenie nitranského zámku : Na pamiatku kniežaťa Pribinu. Trnava 1933.
- Devínska Nová Ves : Slovanské pohřebiště. Bratislava 1952.
- Rukověť slovanské archeologie : počátky Slovanů a jejich kultury. Praha 1966.
- Публикации: